# Peucedanum mashanense
Peucedanum mashanense är en flockblommig växtart som beskrevs av R.H.Shan och M.L.Sheh. Peucedanum mashanense ingår i släktet siljor, och familjen flockblommiga växter. Inga underarter finns listade i Catalogue of Life.